# Hang Theopetra
Hang Theopetra tọa lạc ở Thessaly, Hy Lạp, phía đông nam của một thành kiến tạo đá vôi, 3 km (2 mi) phía nam Kalambaka. Địa điểm này ngày càng trở nên quan trọng vì sự hiện diện của con người được quy cho tất cả các giai đoạn thời kỳ đồ đá đá thạch cao, trung đại và thượng, giai đoạn Mesolithic, Neolithic và những năm khác, nối Pleistocene với Holocene.

## Mô tả
Sự hình thành đá vôi đã được ghi nhận vào thời kỳ Phấn Trắng, 135 - 65 triệu năm BP [3] [4]. Các cuộc khai quật bắt đầu vào năm 1987 dưới sự chỉ đạo của N. Kyparissi-Apostolika, có nghĩa là đưa ra một số câu trả lời cho bí ẩn của thạch tín Paleolithic Tesalia. Bằng chứng radiocarbon cho thấy sự hiện diện của con người ít nhất 50.000 năm trước.
Hang động Theopetra có chứa một trong những trình tự khảo cổ học dài nhất ở Hy Lạp, bao gồm các di tích văn hoá đá cẩm thạch và trên đá trung và thượng cũng như các tàn tích văn hoá đá thạch cao và thời kỳ đồ đá mới. Các hồ sơ đã cho thấy những dữ liệu quan trọng về môi trường sinh thái dựa trên các đặc tính trầm tích và các tàn dư thực vật.

## Gene khảo cổ
Năm 2016, các nhà nghiên cứu đã chiết xuất thành công DNA từ xương chày của hai người bị chôn trong Động Tháp Thepetra. Cả hai cá thể này đều được tìm thấy trong trạng thái mai táng Mesolithic và có niên đại riêng biệt đến 7288-6771 BCE và 7605-7529 trước Công nguyên. Cả hai cá thể này đều thuộc về mtDNA Haplogroup K1c.